# دوريس سبيد
دوريس سبيد (بالإنجليزية: Doris Speed)‏ (3 فبراير 1899 - 16 نوفمبر 1994) ممثلة إنجليزية .

## روابط خارجية
- دوريس سبيد على موقع IMDb (الإنجليزية)
- دوريس سبيد على موقع قاعدة بيانات الفيلم (الإنجليزية)